# والتر دوستال
والتر دوستال (بالألمانية: Walter Dostal)، أنثروبولوجي نمساوي من أصول تشيكية ولد في تشيكوسلوفاكيا عام 1928م، عالم أنثربولوجيا اجتماعية وثقافية بارز وغزير الإنتاج، توجه إلى اليمن في أوائل الستينيات، وكان يتولى رئاسة ما يُعرف اليوم بقسم الأنثروبولوجيا الاجتماعية والثقافية بجامعة برن السويسرية، درس الأسواق المحلية في اليمن وقضايا النضال والنوع الاجتماعي ومسائل السلطة السياسية.
كان دوستال أستاذًا في جامعة فيينا في معهد الإثنولوجيا (Institut für Völkerkunde) من عام 1975 إلى عام 1996، وسبق له أن شغل منصب أستاذ (1965-1975) وعميد (1969/70) في جامعة برن. وكان له ارتباط بالأكاديمية النمساوية للعلوم اعتبارًا من عام 1977، حيث انتُخب عضوًا دائمًا في عام 1993.
ركزت أبحاثه على أنثروبولوجيا الشرق الأوسط، وخاصة شبه الجزيرة العربية، وتاريخ النظرية وأساليب علم أنثروبولوجيا الاجتماعية في الشرق، بالإضافة إلى التاريخ الثقافي وتطور الجوانب الاجتماعية والثقافية.

## مسيرته العلمية

### الأبحاث الميدانية (1948–1964)
انتقلت عائلة دوستال إلى فيينا في نهاية الحرب العالمية الثانية حيث بدأ دراسته في الأنثروبولوجيا وعلم الإنسان واللغة العربية وعلوم الإسلام في جامعة فيينا في عام 1948.
أعتمد دوستال في نهجه إعادة بناء تاريخ الثقافة بناء على المنهج التجريبي معتمداً على الأدلة الأثرية والنصوص، مخالفاً نظرية الدوائر الثقافية التي كانت معتمدة في المعهد الويني، والقائمة على الاستنتاجات غير المبنية على أدلة قوية. تأثر دوستال في سنواته الأولى بالانتشاريين روبرت فون هاينه-غيلدرن وجوزيف هيننغر. وبدأ بعد أطروحته حول الثقافات السامية في عام 1952، بأبحاثه الميدانية في شبه الجزيرة العربية. ودرس بالتزامن مع ذلك في معهد الكتاب المقدس البابوي في روما في عام 1952.
وشغل بين عامي 1954 و1965، منصب مشرف في متحف فيينا للإثنوجرافيا، حيث كان مسؤولًا عن قسم الشرق الأوسط.
بفضل أبحاثه الميدانية الأولى في الكويت وجنوب اليمن في أواخر الخمسينيات وأوائل الستينيات، أصبح دوستال أول أنثروبولوجي اجتماعي وثقافي محترف على مستوى العالم يقوم بأبحاث ميدانية إثنوغرافية في شبه الجزيرة العربية. وفي الفترة بين 1962 و1963، عمل دوستال كمساعد زائر في معهد فروبينيوس في جامعة غوته في فرانكفورت على الراين. وحقق دوستال اهتمامًا دوليًا من خلال أبحاثه حول البدو في جنوب اليمن، التي قام بها في أطروحته عام 1964، ونظريته حول تقنيات ركوب الجمل وأهميتها في تطور تربية الجمل عند العرب.

### تدريسه في جامعتي برن وفيينا (1965-1996)
في عام 1965، عُيّن دوستال كأول أستاذ جامعي (Ordinarius) للندوة المؤسسة حديثاً حينها عن الإثنوجرافيا في جامعة برن، والتي ساهم في بنائها حتى عام 1975. كما شغل منصب عميد كلية الفلسفة في الفترة من 1969 إلى 1970. وأجرى خلال هذه الفترة أبحاثًا ميدانية في شمال اليمن، ونشر نتائج هذه الأبحاث في كتابه "سوق صنعاء" (1979) وفي مقالات حول التنظيم القبلي. وأنتج في الوقت نفسه مجموعة من الأفلام الوثائقية الإثنوغرافية حول جنوب اليمن.
وبدأ حينها في استكشاف مواضيع جديدة في مجال الأنثروبولوجيا، مثل حقوق السكان الأصليين في شمال وجنوب أمريكا. كما نشر أيضًا أعمالًا تتناول مسائل النوع الاجتماعي، وكان من بين أوائل الأنثروبولوجيين الذكور الناطقين باللغة الألمانية الذين نشروا أعمالًا حول هذه المسائل.
في عام 1975، تولى دوستال رئاسة معهد الإثنولوجيا بجامعة فيينا، والذي ظل يشغله حتى عام 1996. خلال هذا الوقت، بدأ التوسع التنظيمي والعلمي لمعهد الإثنولوجيا وشجع البحث في المجتمعات الإسلامية.

### نشاطه مع الأكاديمية النمساوية للعلوم
وفي عام 1977، تم انتخابه عضوًا مناظرًا في فئة الفلسفية التاريخية في الأكاديمية النمساوية للعلوم (ÖAW). وأسس خلال هذه الفترة لجنة الأنثروبولوجيا الاجتماعية في الأكاديمية من خلال دمج اللجان الإثنولوجية والعربية، والتي شكلت حجر الأساس لمعهد الأنثروبولوجيا الاجتماعية اليوم والذي ترأسه حتى عام 2003. دعا دوستال إلى "البحث الميداني التجريبي المعاصر في بلدان جبال الهيمالايا والتبت وجنوب شرق آسيا". وجرى انتخاب دوستال عضوًا كامل العضوية في فئة الفلسفية التاريخية في الأكاديمية النمساوية للعلوم في عام 1993.

### تلقي الناطقين بالألمانية لأعماله
يعتبر دوستال أحد أهم علماء الإثنولوجيا والأنثروبولوجيا الاجتماعية والثقافية في البلدان الناطقة بالألمانية. وكان له تأثير حاسم فيها خلال الربع الأخير من القرن العشرين من خلال نشاطه في الأكاديمية النمساوية للعلوم ونشاطه التدريسي في جامعة برن وجامعة فيينا. وساهم دوستال من خلال أبحاثه وأنشطته ف يتطوير المجال في البلدان الناطقة بالألمانية وتوجيهها دولياً بعد الحرب العالمية الثانية. حيث تعامل مع مسائل التطور الاجتماعي والثقافي وجمع بين المناهج النظرية لعلم الأعراق وجمع البيانات التجريبية. ومن أهم طلابه أندرو جينجريتش (Andre Gingrich)، الذي أعد كتاباً تذكارياً بعد وفاته وجمع قائمة أعماله المطبوعة والمصورة وغيرها.